# 樽前山

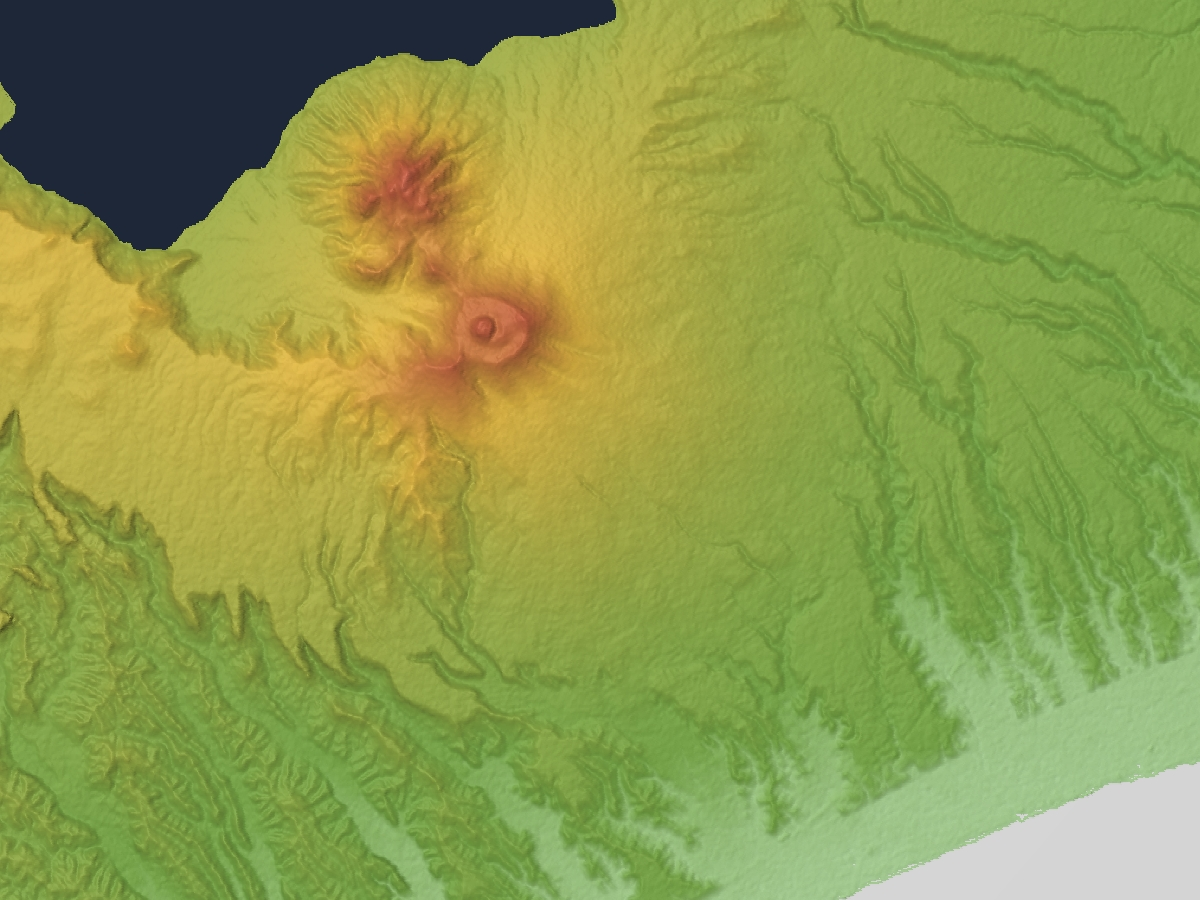
樽前火山と風不死岳の地形図

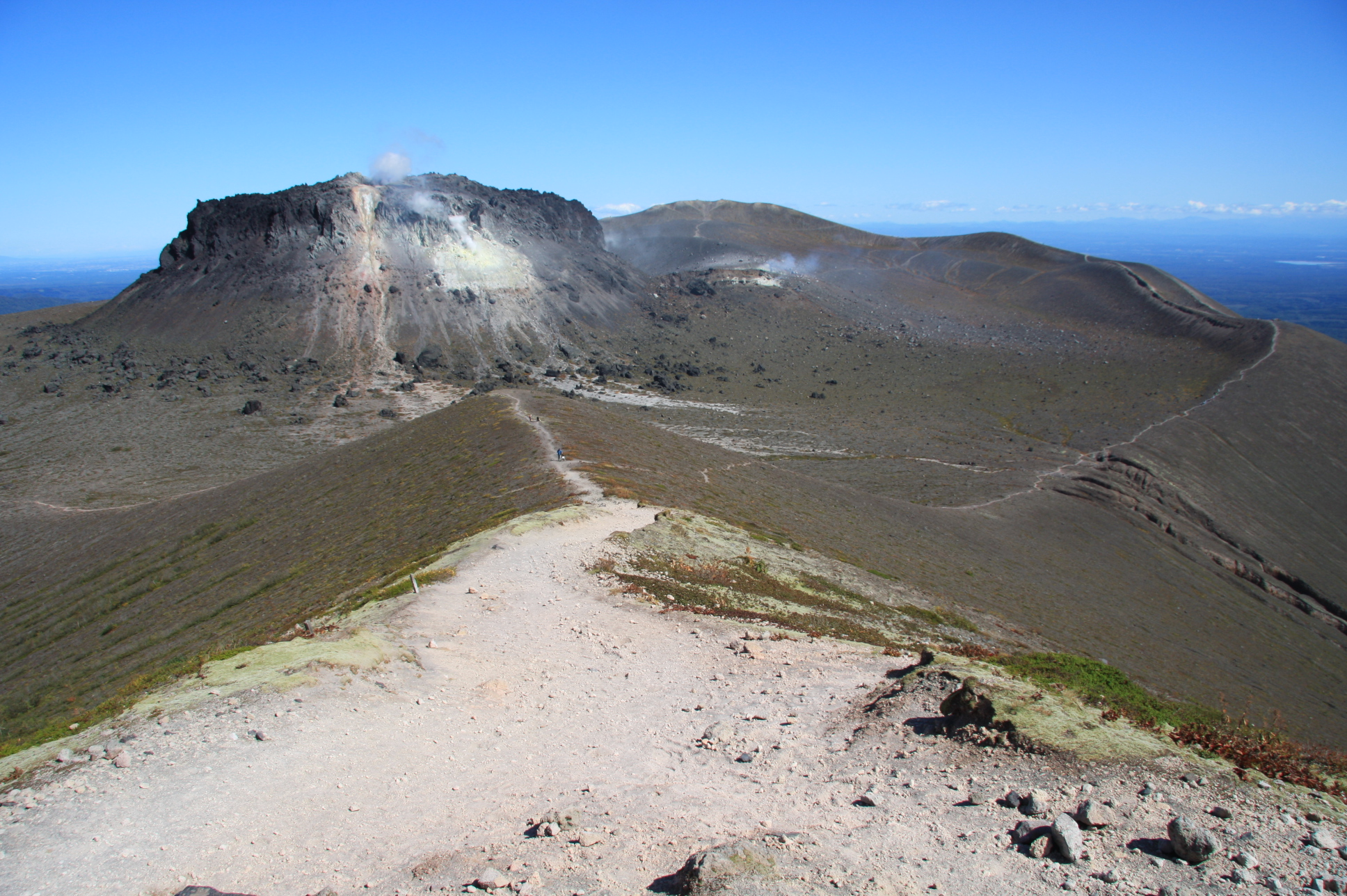
三重式火山の火口原を西山より
左に樽前溶岩ドーム

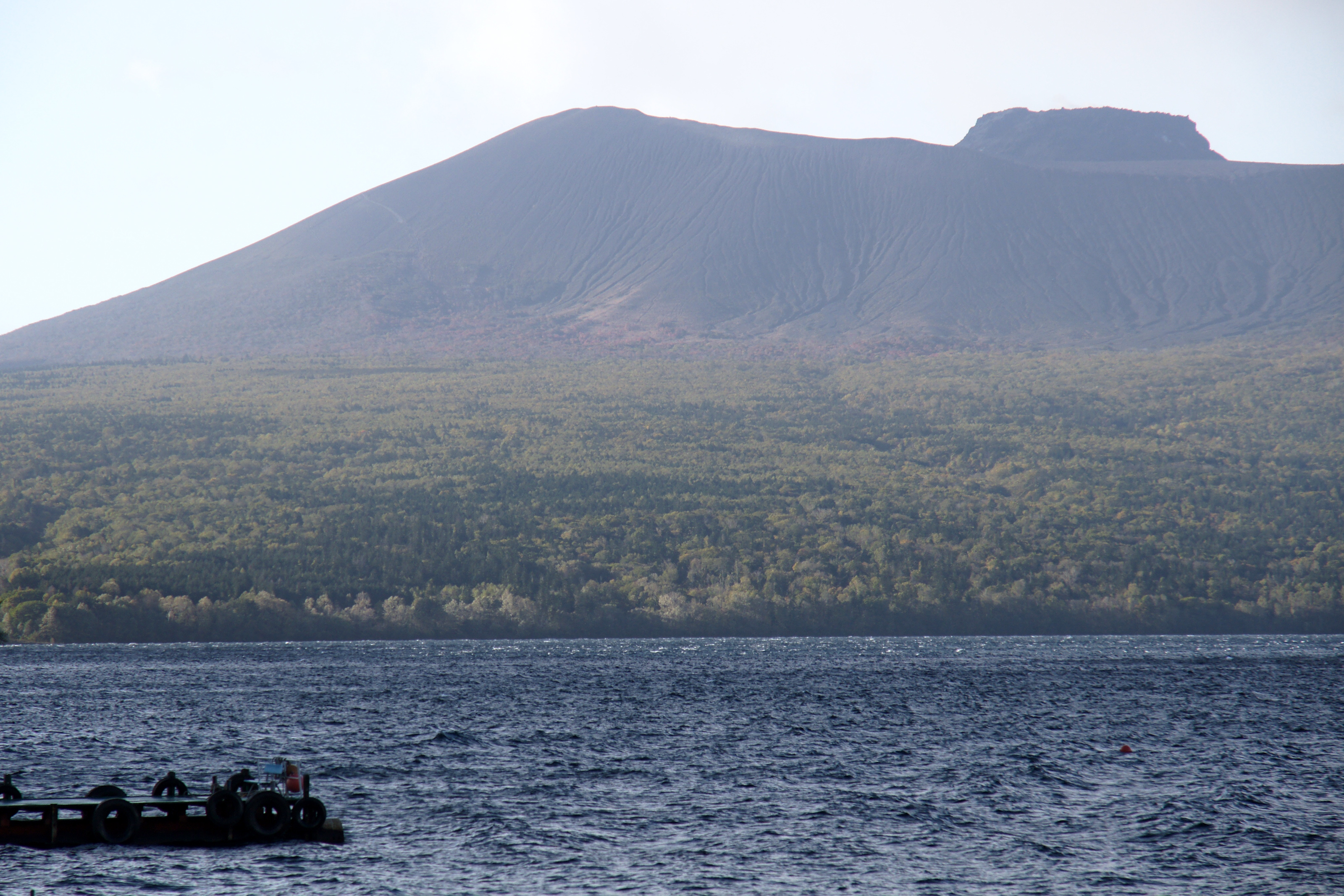
支笏湖畔から望む秋の樽前山

樽前山（たるまえさん、たるまえざん、たるまいさん、たるまいざん）は、北海道の道央地方南部にある支笏湖の南側、苫小牧市の北西部に位置する活火山。日本二百名山。標高は最高点の樽前ドームで1,041m、一等三角点（点名「樽前岳」）の東山で1,022m、三等三角点（点名「樽前山」）の西山で994m。この樽前ドームは、立ち入り禁止となっている火口原にある溶岩ドームで、周辺との比高は約120m、最大径は約450m。
支笏洞爺国立公園に属する。風不死岳、恵庭岳とともに支笏三山の一つに数えられる。

## 山名の由来
山名の由来は、アイヌ語で「タオロマイ taor-oma-i」（川岸の高いところ・〈そこに〉ある・もの）。一般的にアイヌは山に山そのものを指す名前を付けず「これこれという川の上流（水源）の山」という名づけ方をすることが多いので、この言葉は現在の樽前山そのものを指すのではなく、樽前山の南側を下る現在の樽前川を指した言葉である可能性が高く、その水源として樽前山という名になったと思われる。樽前山そのものを指したアイヌ語の名称としては「ヲフイノボリ」が1807年（文化4年）の秦檍丸による『東蝦夷地屏風』にあり、増補千歳市史 (1983) ではこれをオフィヌプリ ohuy-nupuri（燃える・山）と解釈している（ウフィヌプリ uhuy-nupuri の方が同じ意味で一般的な表現）。
地元では主に「たるまいさん」「たるまいざん」と呼んでいる。後に「樽前」の語が当てられ学者での訓みも「たるまい」だったというが、現在では「たるまえ」の訓みが一般的になってしまっている。当地に自生するイワブクロの別名も「タルマイソウ」である。

## 火山活動史
活動開始時期は約9000年前とされ、これまでの活動は約1000年以上の休止期を挟んで3つの活動期に区分される。
- 第1期：約9000年前に始まり、2回のプリニー式噴火により大量の火砕物噴出と小規模な火砕流。
- 第2期：約6500年の休止期の後、約2500年前から3回のプリニー式噴火が短い休止間隔で発生し、火山砕屑物や火砕流、火砕サージを噴出。
- 第3期：江戸時代から現在までの有史時代の活動である。

### 樽前溶岩ドーム
1909年（明治42年）4月17～19日の噴火で、山頂に溶岩ドームが形成された。樽前山熔岩円頂丘として、北海道指定文化財の天然記念物に指定されている。この溶岩ドームは比較的大きい上に、山体とは異なった色（黒色）をしているために目立ち、樽前山を特徴づけている。樽前山は南から東にかけて高山と隣接していないので、これらの方向からは遠くから見てもこの山が樽前山であることを容易に判別できる。つまりこの溶岩ドームが樽前山をランドマークとしやすい山にしているのである。活発な噴気活動があるので、一般の登山者は進入禁止となっているが、過去に何度か北海道大学等により調査目的の登山が実施されている。

### 有史以降の活動
- 1667年（寛文7年）9月23日、大規模なマグマ噴火。総噴出物量2.8km3、マグマ噴出量1.1DREkm3。火山爆発指数:VEI5
降下火砕物 (Ta-b) を東方に広く堆積させた。苫小牧北方で約2m、十勝平野でも数cmに達した。山麓に影響を与えた2回の火砕流により河道閉塞を生じ、錦多峰川上流の口無沼、樽前川下流の森田沼など形成した可能性が高い。この噴火をはじめ、同時期の北海道南西部では渡島駒ヶ岳（1640年）、有珠山（1663年）と火山の大噴火が頻発していた。これら火山の降灰による環境悪化が、1669年に発生したアイヌの大規模蜂起「シャクシャインの戦い」の一因になった、との見解もある[4]。
- 1739年（元文4年）8月18 - 30日に大規模なマグマ噴火。総噴出物量4km3、マグマ噴出量1.6DREkm3。火山爆発指数:VEI5
8月16日に前兆となる地震があった後の噴火で、降下火砕物は現在の新千歳空港付近で約1m。山麓に影響を与えた4回の火砕流は、最大10kmの範囲に分布し、支笏湖に流入。火砕堆積物は9層からなる。活動の末期に噴出量が多かった。山頂部に直径1.2×1.5kmの外輪山を形成。
- 1804年 - 1817年（文化年間）、中規模なマグマ噴火。総噴出物量0.05km3、マグマ噴出量0.02DREkm3。火山爆発指数:VEI3
死傷者多数とする文献もある。
- 1867年（慶応3年）、マグマ噴火。
- 1874年（明治7年）2月8 - 10日、中規模なマグマ噴火。総噴出物量0.025km3、マグマ噴出量0.01DREkm3。火山爆発指数:VEI3
山頂から噴火。北西側、北東側および南側に火砕流が流下、降灰は主に南方で、苫小牧市錦岡付近で層厚約45cm。
- 1883年（明治16年）、水蒸気噴火。
  - 10月7日、山頂から小噴火し、噴火口の周囲決壊。
  - 10月18日、山頂から小噴火し、苫小牧駅付近で少量の降灰。
  - 11月5日、山頂から小噴火し、降灰降石あり。中央火口南麓に長さ50m高さ20mの小丘を形成。札幌にも降灰。
- 1885年（明治18年）
  - 1月4日、8日、10日、小規模な水蒸気噴火。
  - 3月26日、山頂から噴火。噴煙の規模は1月の噴火よりやや小さかった。
- 1886年（明治19年）
  - 4月13日、15日、16日、28日、水蒸気噴火。周辺各地で降灰。
- 1887年（明治20年）、水蒸気噴火。
  - 9月3日、噴煙の高さ約3,600m。
  - 10月7日、山頂から噴火（約10分間継続）。噴煙の高さは約2,700m。8日にも山頂から噴火。
- 1894年（明治27年）2月8日、8月17日、水蒸気噴火。

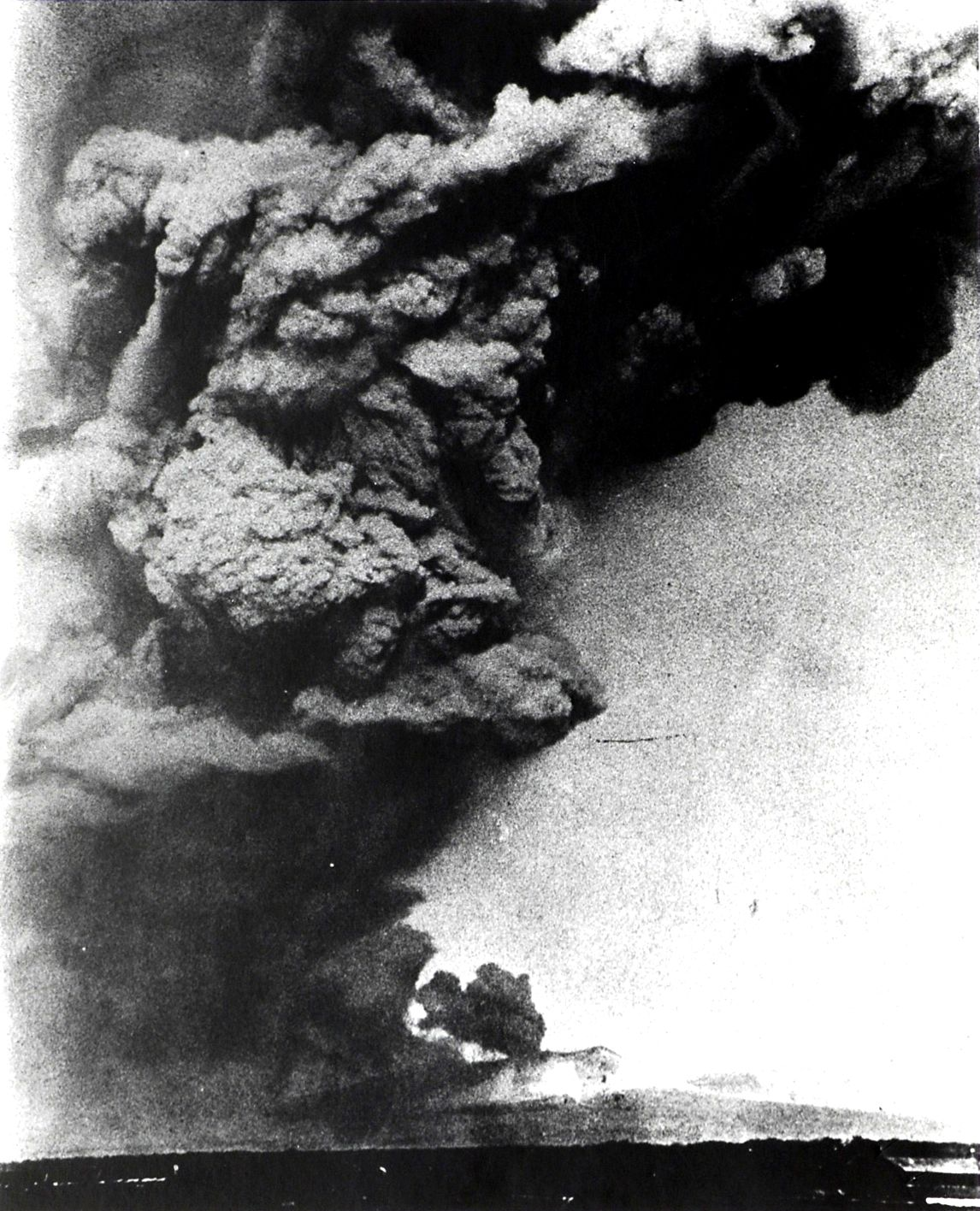
1909年（明治42年）の噴火

- 1909年（明治42年）1 - 5月、中規模なマグマ噴火。総噴出物量0.02km3、マグマ噴出量0.02DREkm3（ドーム）。
約3か月間小規模な噴火と鳴動が断続。2回の爆発的噴火の後、溶岩ドームを形成。
- 1917年（大正6年）、水蒸気噴火。
  - 4月30日、噴煙の高さ約780m。苫小牧で降灰。
  - 5月12日、噴煙の高さ約5,000m。 鳴動30分以上。山麓、支笏湖畔、早来で降灰。
- 1918年（大正7年）、1919年（大正8年）、1920年（大正9年）、1921年（大正10年）、水蒸気噴火。
- 1923年（大正12年）、水蒸気噴火。
  - 2月21日、6月17日、6月29日、7月13日、噴火。
  - 8月12日、噴石で2名負傷。
- 1926年（大正15年）10月19 - 30日 水蒸気噴火。
  - 19日、山麓一帯に有感地震も。
  - 26日、噴煙高度約1,000m。
  - 30日、噴煙高度約2,000m、爆発音は札幌まで聞こえ、オホーツク海沿岸まで降灰。
- 1928年（昭和3年）、水蒸気噴火｡
  - 1月4日、1月7日、9月6日、10月25日
- 1929年（昭和4年）2月10日、噴煙。
- 1931年（昭和6年）10月11日、10月24日、噴煙。
- 1933年（昭和8年）12月1日、水蒸気噴火、噴煙高度1,000m。
- 1936年（昭和11年）、1944年（昭和19年）、1947年（昭和22年）、1951年（昭和26年）、1953年（昭和28年）、1954年（昭和29年）、1955年（昭和30年）
- 1974年 - 1975年 (昭和49 - 50年) 12 - 2月、火山性地震多発。
- 1978年（昭和53年）、2月火山性地震多発。
- 1978年（昭和53年）5月、水蒸気噴火。220℃以上の粉体流が火口から約100m流下。総噴出物量40,000m3。火山爆発指数:VEI1
- 1979年（昭和54年）、1981年（昭和56年）、水蒸気噴火。
- 1983年（昭和58年）以降、観測態勢が充実し小規模な噴気や地熱活動、地殻変動の記録も残るようになる。
- 2003年（平成15年）、2011年（平成23年）、2012年（平成24年）、火影（火口が明るく見える現象）を観測。
- 2013年（平成25年）、火山性の地殻変動と火山構造性地震を観測[5]。

### 噴火の影響
樽前山麓の苫小牧市や千歳市では、樽前山と風不死岳を一括して樽前山に含め、過去の噴火例を参考に数パターンの噴火想定を行っている。
1. 小噴火。（1981年に起こったような噴火を想定）
前兆なく噴火、有害な火山ガスが発生する可能性があり登山規制。市街地での被害は発生しない。
2. 中噴火。（1909年に起こったような噴火を想定）
山頂部に火口開口し噴煙を高く噴き上げる噴火。火山灰が風下の市街地で数センチメートル積もる可能性と、山頂部や山腹への噴石到達、噴火後の降雨による土石流、マグマ噴火の場合は火砕流、更に積雪期には融雪型火山泥流を想定。
3. 大噴火。（1739年に起こったような噴火を想定）
周辺全方位への高温の火砕流、風下側には大量の軽石。広範囲の避難が必要。

## 風倒木災害
火山性の土壌であることはもとより、南側斜面が開けている地形となっていることから、南から吹き込む強風時には山麓の森林が一斉に倒木する被害を受けやすい。古くは洞爺丸台風の際に生じたほか、2004年（平成16年）の台風接近時には国道276号の両側の樹木が一斉になぎ倒され、長期間にわたり通行不能状態が続いた。現在でも道路の両側には、被害を受けた森林の跡地がぽっかりと開く異様な光景を見ることができる。

## 噴火防災
苫小牧市は樽前山火山防災会議協議会を設立するとともに、山頂噴火による降灰、火砕流、関連した土石流などを想定したハザードマップを作成し防災計画を策定している。
火山噴火予知連絡会によって火山防災のために監視・観測体制の充実等の必要がある火山に選定されている。

## 登山
登山ルートは多岐にわたるが、一般的なのは国道276号から北海道道141号樽前錦岡線、林道を通り樽前山7合目登山口の駐車場から登るルートで、駐車場から東山までは徒歩50分程度。子供でも1時間程度で外輪山にたどり着けるため、地元小学校の定番の遠足地になっている。かつては支笏湖側から、苔の洞門と呼ばれる苔の密生した岩肌の間を通る登山道が存在したが、苔の保護および崩落の恐れにより封鎖。その後、旧登山道の一部は苔の洞門の観察を目的とした遊歩道、観覧台になっている（2014年9月の集中豪雨により苔の洞門の一部と遊歩道が崩落。当面の間、閉鎖されることとなった）。
2018年頃から、トレイルラン愛好者やマウンテンバイクを持ち込む登山者が現れた。苫小牧市観光振興課は、マウンテンバイクは大変危険なので自粛してほしいと呼びかけている。
苫小牧市では登山道の修繕工事を行うため、2024年度から東山山頂にかけての東山コースを閉鎖する（閉鎖期間未定）。
なお、樽前山の北東の山麓に標高約321mの小丘陵があり、丸山遠見「望楼」と呼ばれる展望台がある（展望台の標高は334m）。

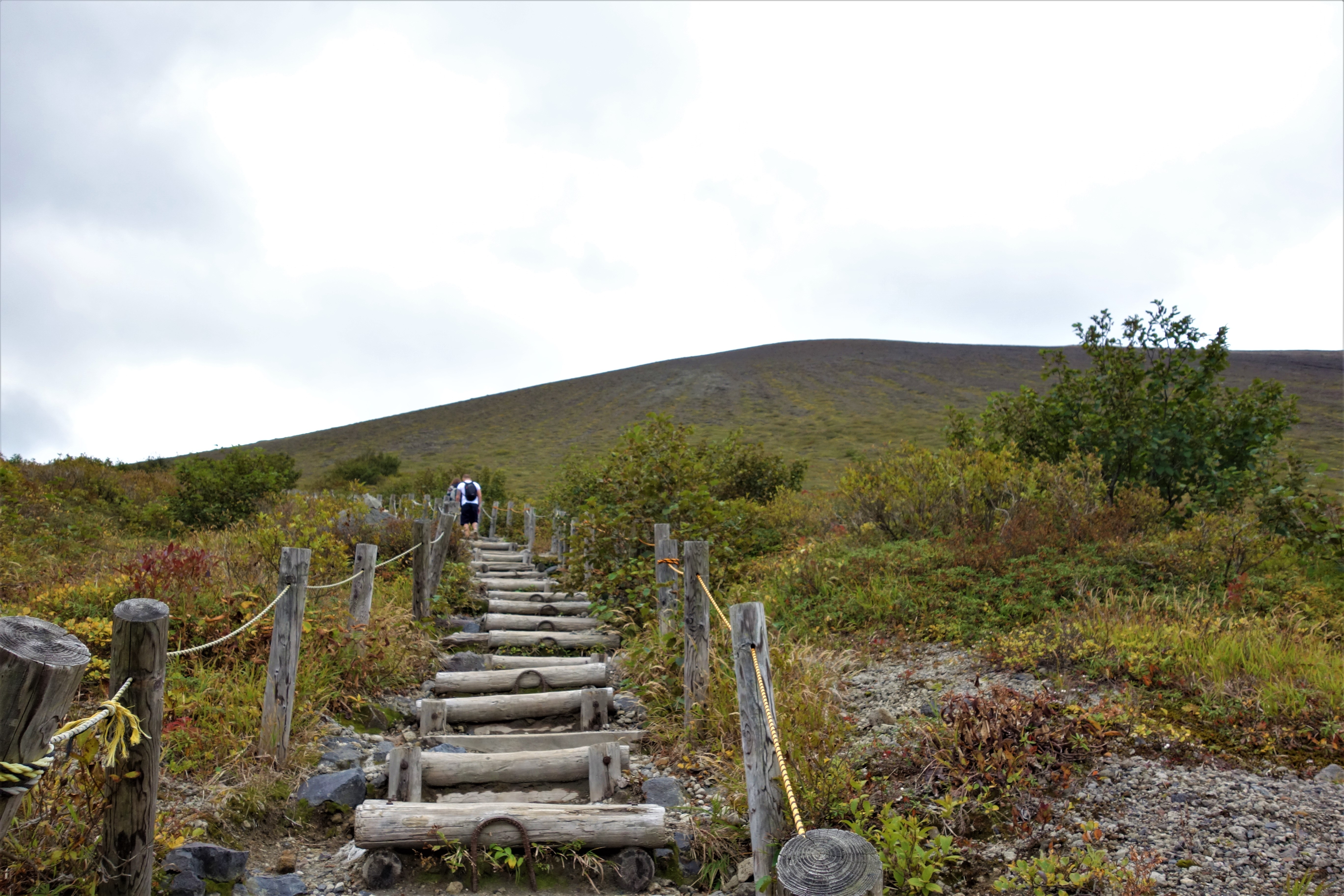
樽前山の登山道
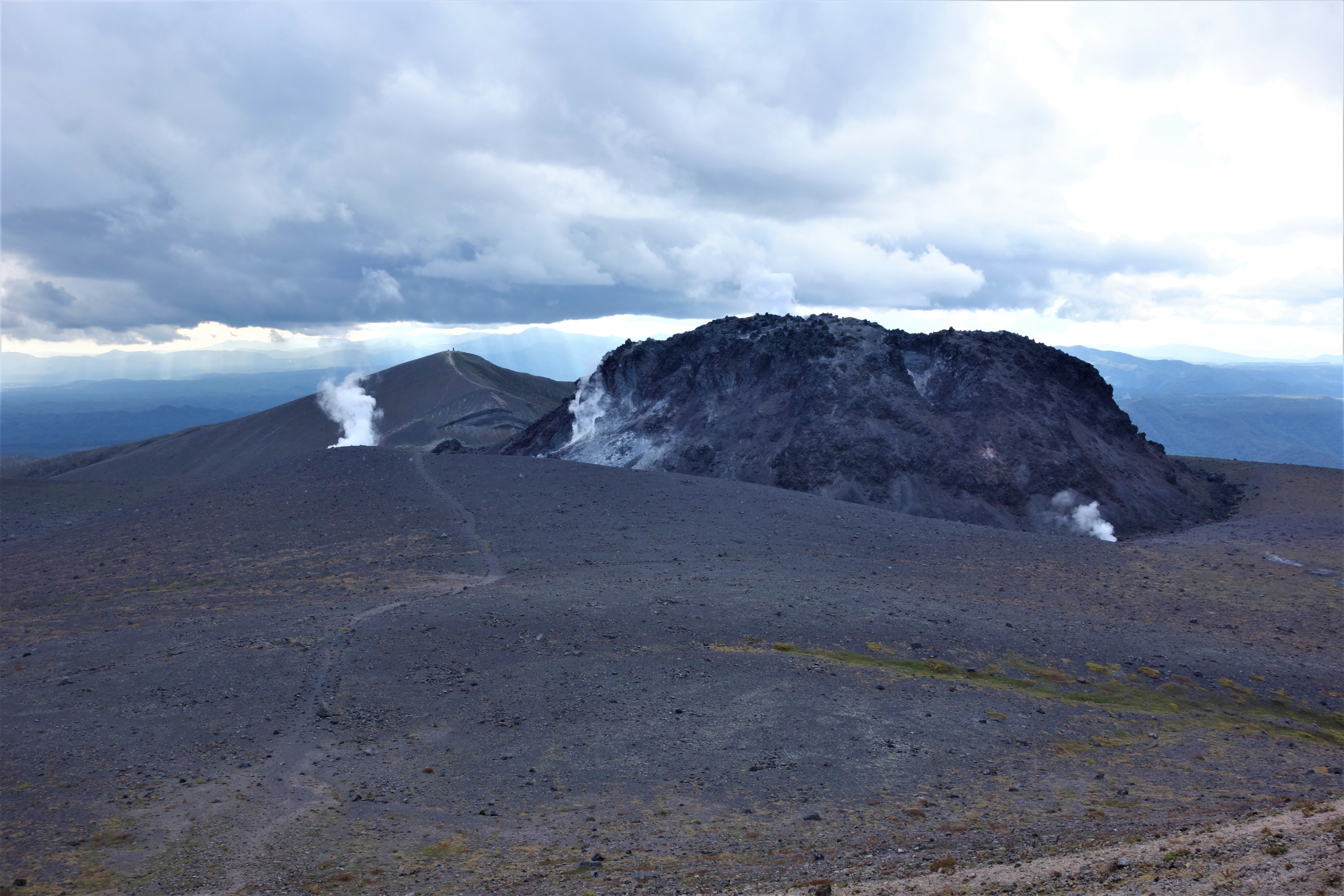
噴気を上げる溶岩ドーム
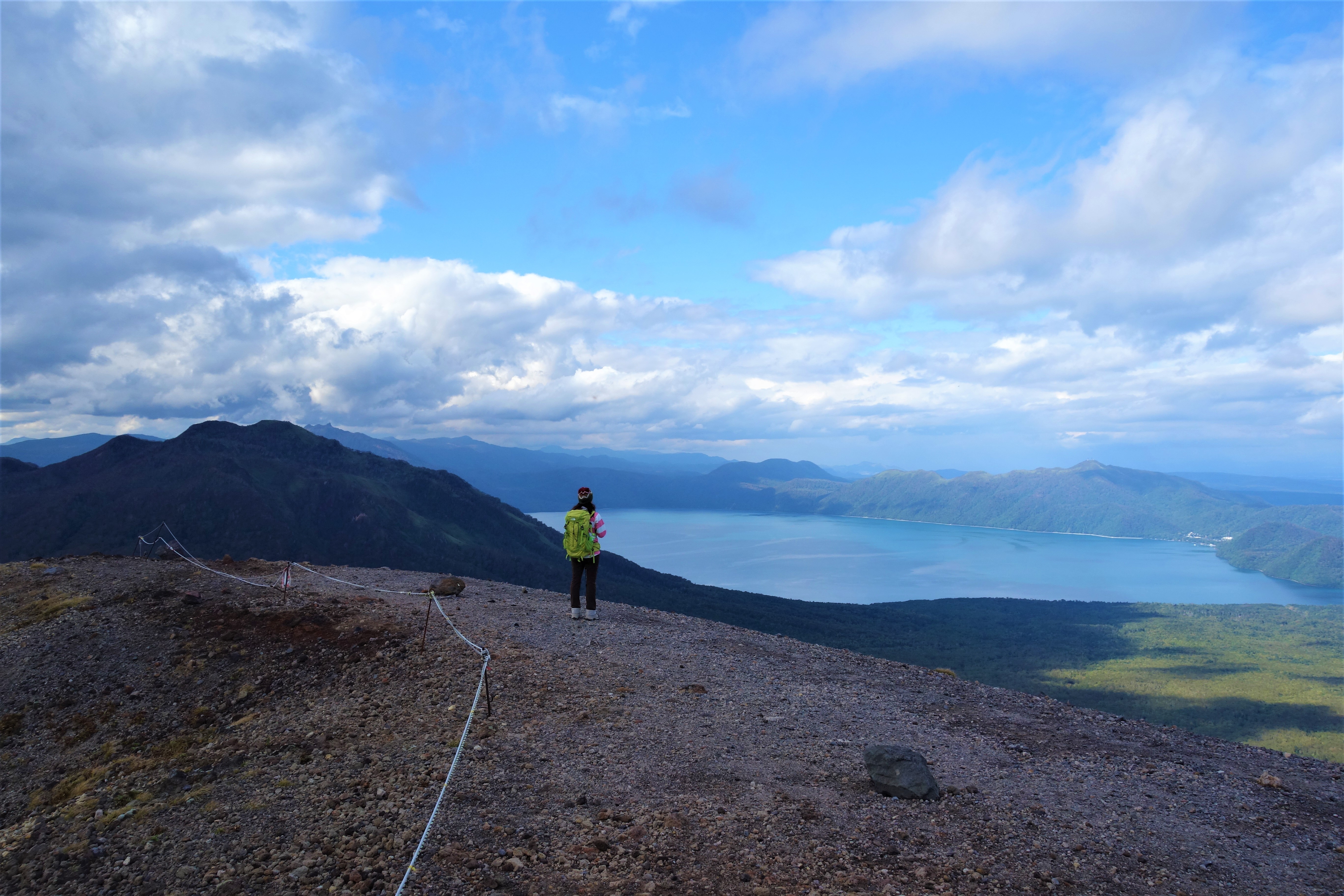
東山からの風不死岳と支笏湖
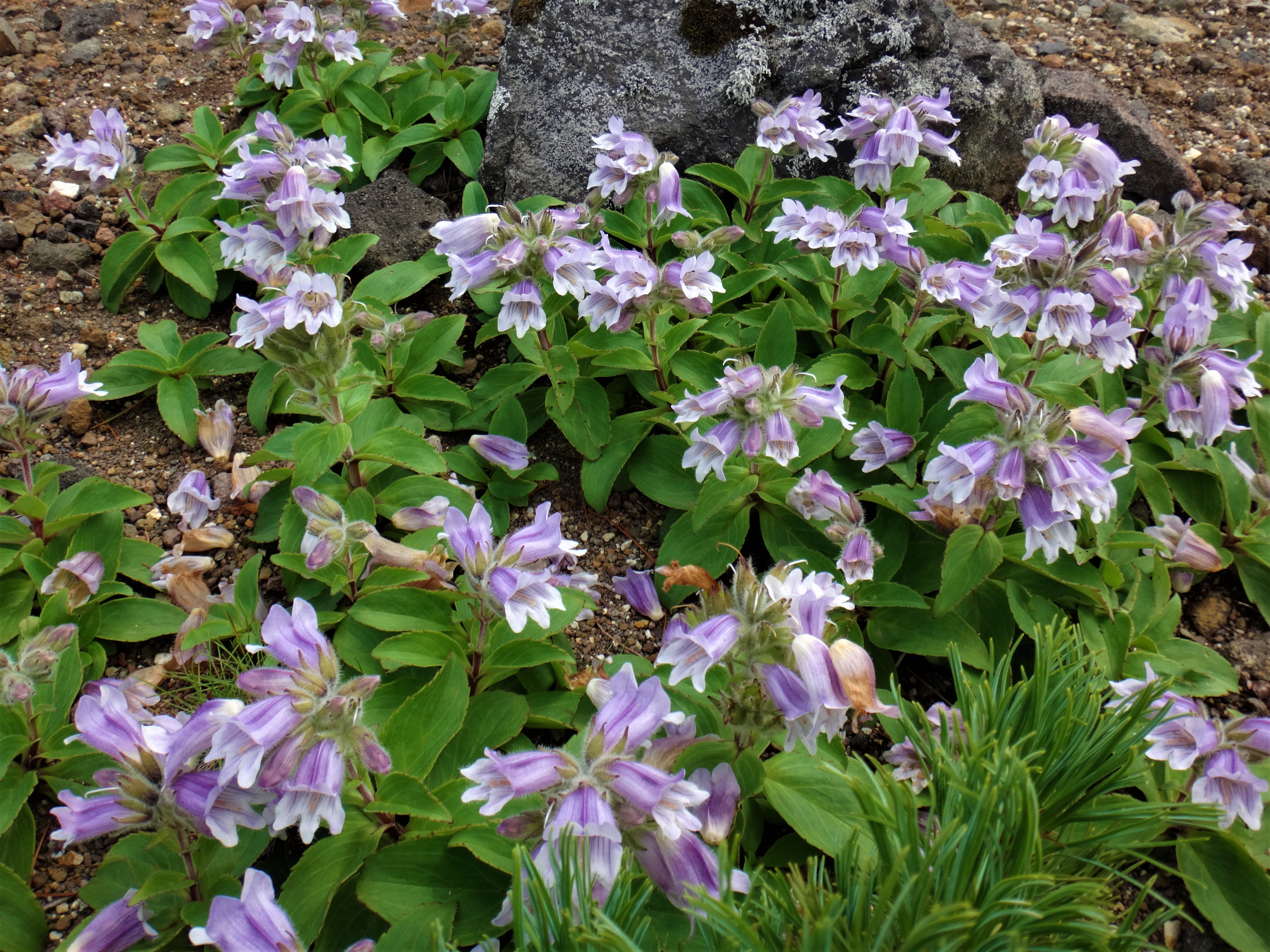
タルマイソウ（イワブクロ）